# Філіпи (Пшасниський повіт)
Філіпи (пол. Filipy) — село в Польщі, у гміні Красне Пшасниського повіту Мазовецького воєводства.
Населення — 65 осіб (2011).
У 1975-1998 роках село належало до Цехановського воєводства.

## Демографія
Демографічна структура станом на 31 березня 2011 року:
|          | Загалом | Допрацездатний вік | Працездатний вік | Постпрацездатний вік |
| -------- | ------- | ------------------ | ---------------- | -------------------- |
| Чоловіки | 32      | 11                 | 20               | 1                    |
| Жінки    | 33      | 8                  | 15               | 10                   |
| Разом    | 65      | 19                 | 35               | 11                   |